# Татарщинский сельсовет
Татарщинский сельсовет — муниципальное образование со статусом сельского поселения в Рассказовском районе Тамбовской области.
Административный центр — село Татарщино.

## История
В соответствии с Законом Тамбовской области от 17 сентября 2004 года № 232-З установлены границы муниципального образования и статус сельсовета как сельского поселения.

## Население
| 2010 | 2012 | 2013 | 2014 | 2015 | 2016 | 2017 |
| ---- | ---- | ---- | ---- | ---- | ---- | ---- |
| 823  | ↘799 | ↘786 | ↘782 | ↘763 | ↘758 | ↘726 |
| 2018 | 2019 | 2020 | 2021 |      |      |      |
| ↘706 | ↘689 | ↘677 | ↘676 |      |      |      |

## Состав сельского поселения
| № | Населённый пункт | Тип населённого пункта       | Население |
| - | ---------------- | ---------------------------- | --------- |
| 1 | Кёрша            | село                         | 438       |
| 2 | Татарщино        | село, административный центр | 385       |